# Schoonaarde
Schoonaarde is een dorp in de Belgische provincie Oost-Vlaanderen en een deelgemeente van de stad Dendermonde, het was een zelfstandige gemeente tot aan de gemeentelijke herindeling van 1977. Schoonaarde ligt in het Scheldeland en de Denderstreek aan de Schelde en is via een brug verbonden met Berlare.

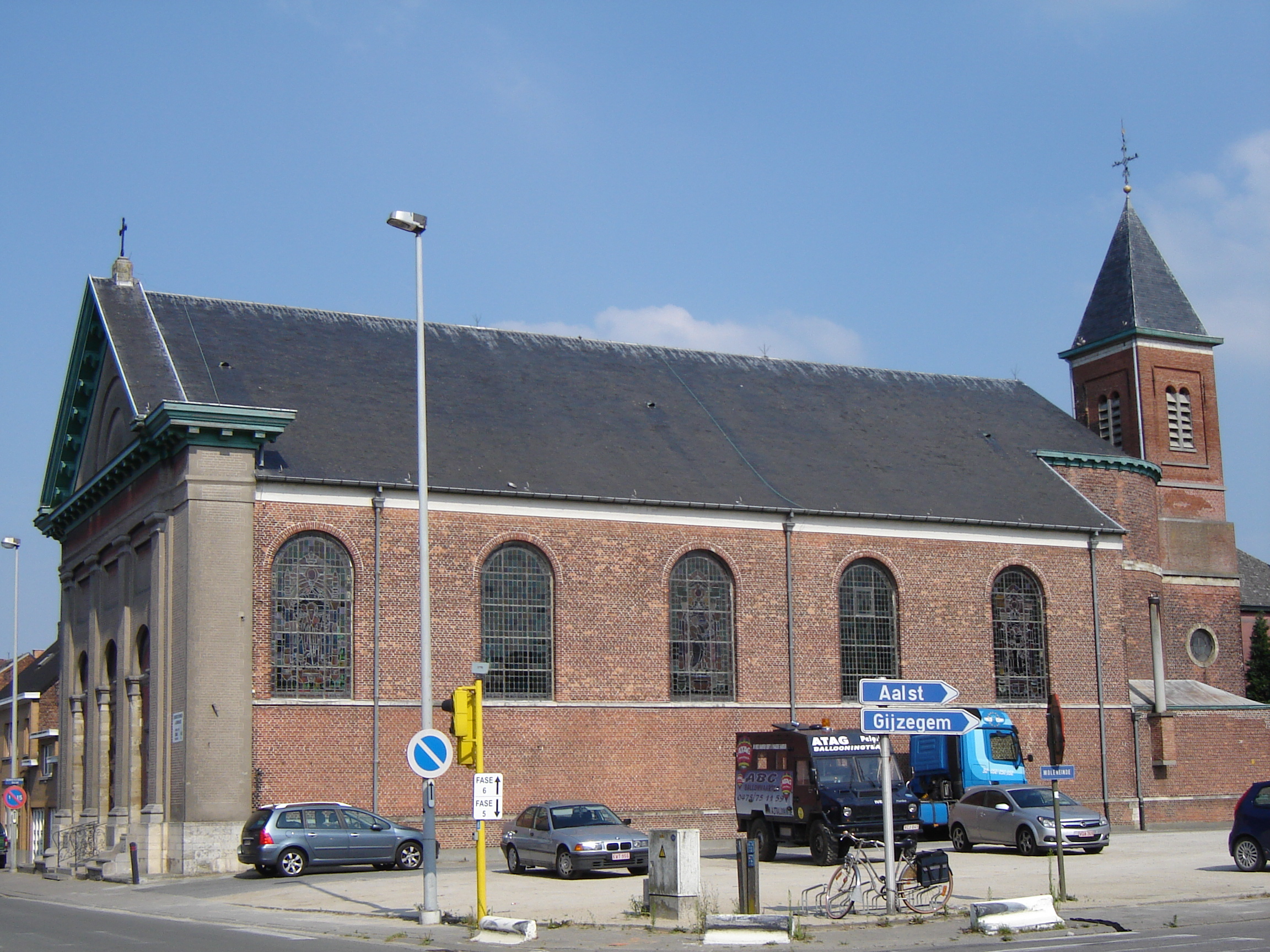
Kerk van Schoonaarde

## Geschiedenis
Er bestond te Schoonaarde reeds in de eerste jaren van de 15e eeuw een kapel, toegewijd aan de Onze-Lieve-Vrouw der Zeven Weeën. In het midden van de 18e eeuw werd in Wichelen een tweede onderpastoor aangesteld die zijn woonst had bij deze kapel. In 1873 werd Schoonaarde bij Koninklijk Besluit van Wichelen afgesplitst en werd het een zelfstandige gemeente. Dit gebeurde vooral op aandringen van de inwoners van de wijk Eegenen, die opzagen tegen de verre verplaatsingen naar de hoofdkerk in Wichelen. Eegenen staat voor eigenen, grond die gewonnen was op de Schelde. Het "eigene" was een zonneleen, een vrij leen, en was aan niemand iets verschuldigd. Deze benaming vindt men ook terug in de gemeentenamen Eigenbilzen en Eigenbrakel. In het Latijn is dit Allodium, wat men terugvindt in Braine l'Alleud en in Pays de l'Alleu / Land van Alleuwe (Frans-Vlaanderen).
De naam Schoonaarde betekent: schone aard, dus een mooie of gunstige aanlegplaats voor schepen.
Achter het huidige "Hof Duerinck" (zie hoeves) bevond zich een veer over de Schelde. Het Konkelveer of het veer van Berlare was een van de middeleeuwse Scheldeveren. Op de Ferrariskaarten is er aan de linkeroever een inham met twee grote gebouwen zichtbaar, waarschijnlijk schuren. Het veer gaf verbinding met de Berlaarse Konkelstraat en het Overheet.
Reeds in 1837 werd de gemeente doorsneden door de spoorlijn Mechelen-Gent. Het traject Dendermonde-Gent werd op 28 september 1837 feestelijk ingereden. In 1880 kreeg Schoonaarde zijn eigen stationsgebouw, een goederenstation met één wisselspoor en een stationsplein. In 1901 werd het goederenstation van een tweede wisselspoor voorzien en in 1911 kwam er een nieuwe goederenloods, opgetrokken naar de plannen van de Brugse architect J. Viérin. Het station won aan belang vanwege de toenemende industriële activiteiten in Schoonaarde en de aanpalende gemeente Berlare. Tussen beide gemeenten werd het personen- en goederenvervoer sedert 1871 gestimuleerd door de bouw van een metalen brug over de Schelde. Bij het begin van de Tweede Wereldoorlog (1940) werd de eerste brug over de Schelde door het Belgisch leger opgeblazen. Ze werd in 1941 vervangen door een noodbrug. Hoewel Schoonaarde en Wichelen van oudsher tot het Land van Aalst en het hertogdom Brabant behoorden (zie kaart van Land Van Aalst door Jacques Horenbault), werd Schoonaarde in 1977 bij Dendermonde gevoegd.
Wereldoorlog I: Van 4 tot 8 oktober 1914 had de Slag om Schoonaarde plaats. De brug in Dendermonde was opgeblazen om de Duitse troepen een halt toe te roepen. In Schoonaarde slaagde de vijand er in de Schelde over te steken na hevige schermutselingen, om zo door te stoten naar het Waasland en Antwerpen te belegeren vanop de linkeroever. Verslagen over de Slag om Schoonaarde zijn terug te vinden op het ABL-History Forum.

## Bezienswaardigheden
- De Onze-Lieve-Vrouw-van-Zeven-Weeënkerk dateert uit 1857. De oorspronkelijke toren werd in 1964 afgebroken, wegens instortingsgevaar en het duurde tot in 1980 voor hij vervangen werd door de huidige korte, stompe toren zonder uurwerk.
- De Kapel van Onze-Lieve-Vrouw van Zeven Weeën
- Het Stampkot Veldeman, gebouw van een voormalige rosmolen.

### Oude hoeves
- De oudste hoeve is met zekerheid de vroeger volledig omwalde hoeve Wierinck in de Langestraat. De hoeve Wierinck staat vermeld als Kieveney, Kiveney op de kaarten van Sanderus. De oudste vermelding staat op de oudere kaart van Jacques Horenbault van het Land van Aalst uit 1596. Die naam zou een verbastering zijn van de Heren van Cuvignies, afkomstig uit Cuvigny, Pas de Calais. Antoine de la Forge, Heer van Cuvigny was schepen van Dendermonde eind 16e eeuw. Mogelijk hadden de heren van Cuvigny deze omwalde hoeve in eigendom of in leen. De familie de la Forge waren ook een tijd meiers van de meierij Aaigem-Vlekkem. Het toponiem Kieveny verdwijnt in de 18e eeuw. De site staat de Ferrarisatlas  zonder naam, maar met zijn wallen en binnen de wallen enkele woonentiteiten. Op de kaart van Popp wordt de hoeve Langeveren genoemd. Dit is een verbastering van de oudere benaming Lang-Evere of Langen Ever, terug te vinden op akten uit 1722 en 1726. Reeds in geschriften van 1510 staat een hoeve vermeld gelegen te Wichelen: "vor thof van de langhen euere". Een akte uit 1388 vermeldt: " yp j stick lants dat heet de heyde gheleghen neven langhen ever". Ever zou teruggaan op het middelnederlands "gever of gaver", wat staat voor een stuk drassige grond, meestal bosrijk.
- Op het huidige Moleneinde stond eertijds de grote hoeve Beauloo, aangeduid op de Ferrariskaart. Van deze hoeve is echter niets meer terug te vinden. De grote beek achter de kantine van het voetbalplein is mogelijks nog een restant van de omwalling van deze hoeve.
- Aan de Jozef De Troetselstraat 36 staat een U-vormige hoeve, met deels gekasseid erf. Volgens het kadasterarchief werd op deze plaats in 1837 een gesloten hoeve gebouwd, ter vervanging van een oudere hoeve. Het hoevecomplex onderging wijzigingen in de loop van de 20ste eeuw. De hoeve werd in 2004 beschermd als monument.
- Hoeve aan de Plesbosstraat. In 2004 werd de hoeve, met de bijhorende eik en het erf met boomgaard en bakhuis, beschermd als monument. De hoeve is momenteel in een vrij bouwvallige toestand. Een restauratie dringt zich op.
- Hoeve aan de Migrostraat 123. De hoeve klimt minstens op tot de tweede helft van de 18de eeuw. In 2004 werd de hoeve, met het erf en het houten hek, beschermd als monument.
- De hoeve aan het Opstalplein 22 dateert uit het einde van de 18de eeuw en ligt in een ommuurd domein van 1 ha. Het kadasterplan van Schoonaarde toont een hoeve met een gesloten karakter. De hoeve getuigt van de welstand van haar bouwheren en was de aanzienlijkste uit de streek. In 2004 werd de hoeve, met het erf, de vijver, de boomgaard, de ommuring en het toegangshek, beschermd als monument.
- Het domein van het Hof Duerinck aan de Eegene, was vroeger bezit van de abdij van Affligem. Het grootste deel van de huidige gebouwen, met name de woonvleugel parallel met de straat, dateert uit het laatste kwart van de 18de eeuw. De woning bestaat uit twee bouwlagen en acht traveeën. Oorspronkelijk was de woning bepleisterd. De bijgebouwen waren van 1878 tot ca. 1940 in gebruik als maalderij en olieslagerij. In 1982 werd het woonhuis beschermd als monument. Het domein vormt een beschermd dorpsgezicht.

## Natuur en landschap
Schoonaarde ligt aan de Schelde op een hoogte van 8-9 meter. De bodem is zandig en zandlemig.

## Economie
In 1896 werd te Schoonaarde, aan de Steenweg naar Wetteren 20, een chemiebedrijf opgericht en in 1901 kwamen de eerste gebouwen tot stand. De fabriek was verbonden met het Duitse Basf-concern. In 1903 kreeg het bedrijf de naam Usines et produits chimique de Schoonaarde. In 1911 kwam een anilinefabriek tot stand.
Tijdens de Eerste Wereldoorlog werd de fabriek deels verwoest door bombardementen en na de bevrijding, in 1918, werd het bedrijf als voormalig Duits bezit verbeurd verklaard. In 1921 werd het bedrijf voortgezet als: Compagnie Belge des Produits chimiques de Schoonaarde. In 1928 werd het een onderdeel van de Union Chimique Belge. Het bedrijf breidde uit, het functioneerde ook tijdens de Tweede Wereldoorlog, maar vanaf de jaren '60 van de 20e eeuw ging het bergafwaarts, mede door de verouderde infrastructuur.
Op het terrein kwam een vestiging van het chemiebedrijf Cytec, dat coatings en dergelijke vervaardigt. 

## Demografische ontwikkeling
- Bronnen:NIS, Opm:1831 tot en met 1970=volkstellingen; 1976 = inwoneraantal op 31 december

## Sport
In Schoonaarde speelt de voetbalclub FC Juventus Schoonaarde.

## Spotnaam
De inwoners van Schoonaarde dragen de spotnaam plekkers. Deze naam komt uit het klompenmakersambacht.

## Nabijgelegen kernen
Berlare, Wichelen, Gijzegem, Oudegem, Appels